# Burmeistera dendrophila
Burmeistera dendrophila är en klockväxtart som beskrevs av Franz Elfried Wimmer. Burmeistera dendrophila ingår i släktet Burmeistera och familjen klockväxter.
Artens utbredningsområde är Panamá. Inga underarter finns listade i Catalogue of Life.